# Famille de Seyssel
Pour les articles homonymes, voir Seyssel.
La famille de Seyssel est une famille noble d'extraction chevaleresque savoyarde, mentionnée dès le XIIIe siècle. La famille de Seyssel, qui porte le nom de la ville éponyme de Seyssel, a formé une dizaine de branches qui ont pu au cours des périodes porter les titres de vicomte, comte, baron ou encore marquis. Au début du XXIe siècle, quatre branches des Seyssel se sont maintenues en Italie, en Bavière-Autriche et en France.
Ses membres ont tenu les premières places à la cour des comtes de Savoie, mais aussi auprès des évêques de Genève. Le chanoine Jean-Louis Grillet considère qu'elle tenait le premier rang au sein du duché de Savoie, devant la maison de Miolans.

## Historique

### Origines
Les premiers porteurs du nom apparaissent dès le Xe siècle. L'histoire familiale réalisée par Marc de Seyssel-Cressieu (1861-1922), La maison de Seyssel : ses origines, sa généalogie, son histoire (1900), poursuit la tradition familiale en appuyant une origine commune entre sa famille et Gauthier d'Aix (Galterius de Aquis), mentionné en 1097. Il s'agit d'un témoin lors d'une donation faite par le comte en Maurienne, Humbert II, au prieuré du Bourget et signé également par Nantelin de Charbonnières, Guy de Miribel, Geoffroy de Grammont et Aymon de La Chambre. Ainsi la famille de Seyssel le considère comme le premier personnage connu de leur arbre généalogique.
Cette filiation commune apparait douteuse pour différents auteurs. L'érudit local François de Mouxy de Loche (1756-1837) émet cependant des doutes quant à l'existence de lien entre les premiers d'Aix et les Seyssel, affirmant que le titre d'Aix dépendant du domaine de la couronne. Les auteurs de l'Histoire des communes savoyardes soulignent également que l'« on ne sait si elle remonte à une souche commune avec la précédente ».
Son ancienneté a fait dire à certains auteurs qu'elle pouvait avoir été un rameau cadet des Humbertiens, à l'origine de la dynastie de Savoie,.
Le site de généalogie en ligne Foundation for Medieval Genealogy mentionne deux personnages : Pierre de Seyssel (Petrus de Seissel), témoin du comte de Savoie Thomas, 1er juin 1218, et Humbert [I] de Seyssel (Umbertus de Saxel, Humbertus de Saysello), également témoin pour ce même comte en 1228, puis présent ou témoin pour le comte Amédée IV en 1233, 1243 (comme seigneur d'Aid, Humbertum de Seyssel dominum Aquarum) et 1249.
La filiation de la famille devient plus fournie à partir de la seconde partie du XIIIe siècle, notamment avec la mention de frères, Humbert [II] et Gautier (1252 et 1253). Le chevalier Humbert [II] de Seyssel est mentionné en 1246, dit seigneur d'Aix et de Bourdeau, vicomte de Novalaise. Il prête hommage, en 1263, pour le fief de Bourdeau. Il est témoin dans de nombreux actes publiés entre 1236 à 1274, notamment lors de la signature du contrat de mariage du comte Amédée IV, en 1244. Son frère Gautier lui est souvent associé dans certains actes.
Jougla de Morenas (1939) indique pour sa part que la filiation  « n'est rigoureusement prouvée que depuis Humbert de Seyssel, Chr, sgr d'Aix, tr. en 1330 ». Cette date de 1330 est donnée également par Régis Valette qui ajoute que les Seyssel-Cressieu ont les mêmes armes et qu'ils sont de noblesse d'extraction sur preuves de 1522 (probablement issu de la même famille).

### Une puissante famille régionale
Le titre de vicomte de Novalaise indique un rang inférieur à la dynastie des Humbertiens (future maison de Savoie) et des grands seigneurs régionaux. Ils possèdent des droits sur la région de Yenne et probablement une partie sur l'Avant-Pays savoyard, du Rhône à probablement le lac d'Aiguebelette, située en Savoie Propre, base du futur comté de Savoie. Originaire de Seyssel, dont ils portent le nom, ils semblent l'avoir échangé avec Aix, ancienne cité où les rois de Bourgogne possédaient une résidence. Cette implantation est estimée par les historiens entre 1070 et 1200. L'historien Bernard Demotz avance l'hypothèse que la famille a peut-être été apparentée aux premiers Humbertiens, au regard de leur implantation tant en Savoie Propre qu'en Bugey voisin.
Leur implantation dans la région repose sur des possessions de châteaux ou bâtie dans la cluse de Chambéry, notamment leurs fiefs d'Aix (au bord du lac du Bourget), de la Bâtie et de Saint-Cassin (à proximité de Chambéry) ou encore Bourdeau (au bord du lac du Bourget),. Ils possèdent également des positions sur la route menant à Lyon, sur le versant ouest de la chaîne de l'Épine, notamment la forteresse d'Aiguebelette.
Leur puissance locale leur permet d'entrer ainsi dans l'entourage des comtes de Savoie et d'intégrer à de nombreuses reprises le Conseil comtal.
En 1454, à la mort du dernier membre de la famille de La Chambre, les titres et possessions passent à son neveu Amédée (ou Aymon), fils de sa sœur Marguerite de La Chambre qui a épousé Jean de Seyssel, maréchal de Savoie,. Ce dernier relève le nom de La Chambre. Le duc de Savoie, Louis Ier érige en sa faveur la seigneurie de La Chambre en comté, le 15 août 1456,, donnant naissance à la branche des Seyssel-La Chambre. Le comté devient un marquisat en 1564.
La branche aînée des Seyssel, seigneurs d'Aix, disparait en 1509, leurs titres et possessions passent à la branche des Seyssel La Chambre. Françoise de Seyssel-La Chambre est l'héritière de son époux Gabriel de Seyssel, son fils étant décédé. Elle nomme comme héritier universel son filleul Charles de Seyssel La Chambre, « sous la condition expresse [nous dit Marc de Seyssel-Cressieu] qu'il quittera le nom et les armes de La Chambre pour reprendre le nom et les armes de Seyssel, et que ni lui, ni ses héritiers ne pourront séparer « à tout le moins les quatre baronnies d'Aix, de La Bâtie, de Châtillon et de Maillonnaz » ». En effet, les descendants de cette branche hérite les titres et biens des Seyssel d'Aix à la condition de reprendre le nom de la branche aînée.
Au siècle suivant, à la suite de l'extinction de cette seconde branche en 1660 et surtout d'un procès, le marquisat d'Aix passe à la branche puînée détentrice du marquisat de la Serraz (1687). Elle obtient par ailleurs le marquisat de Sommariva del Bosco au cours de la même période.

## Titres
La maison de Seyssel a possédé des fiefs situés principalement dans les États de Savoie, dont les provinces de Savoie Propre, du Genevois, de Maurienne, de Bresse, du Bugey et du Piémont, mais aussi le Dauphiné.
Liste non exhaustive des titres que porte ou porta la famille de Seyssel suivant les périodes :
- vicomte de Maurienne (par héritage des La Chambre[17],[18]), de Novalaise (mention dans un acte de 1209)[8], de Choisel ;
- marquis d'Aix (1575)[7], de la Chambre (1564)[17],[18], de Châtillon, de Meximieux, de La Serraz (1654), de Sommariva ;
- comtes de Seyssel-La Balme (1744), de Cevins, de Dammartin, de l'Hueille, de La Chambre (1456)[17],[18], de Montfort, de Montréal, de Seyssel, du Saint-Empire, de l'Empire français ;
- barons d'Aix (après 1509)[7], de Bourdeau, de la Bâtie-Seyssel, de Bourg-Saint-Christophe, du Châtellard-en-Bauge, de Châtillon-en-Chautagne, de la Cueille, de Cuines, d'Hurtières, de Meximieux (par mariage, vers 1530[22]), de Pontamafrey, de Ruffey, de Sainte-Hélène-des-Millières, de Saint-Rémy, de Sermoyé, de la Serra, de Theys (en Dauphiné), des Villars ;
- seigneurs d’Aiguebelette, d'Aix (1235) avec toute justice, (haute, moyenne et basse), la pêche du lac du Bourget[23], d’Albigny, d’Ambilly, d’Artemare, de Barjac(t)[Note 1], de Beauretour, de Bessinge, de Beyrin, de Blonay, de Bourdeau, de Buisson, de Chambuet, de Chamoux, de la Charniaz, de Château-neuf, du Châtelard, de Châtelard-en-Semine, de Châtillon, de Chemin, de Chignin, de Choisel, du Cloz ou du Clos (Yenne), de Compois, de Contrevoz, de Cressieu, de la Dragonnière, de Fistillieu, de Genost, des Granges, de Jambol, de La Balme, de La Martinière, de Malet, de Marcellaz, de Meyrieux, de Montbressieu, de Munet, de Mussel, de Novalaise, du Pas, de Plantées, de Puygauthier, La Rochette, de Saint-Cassin, de la Sauce (maison forte), de Tresserve, de Vacheresse, de Virieu (virieu-le-Grand) (1438-1440), de Saint-Germain-les-Paroisses, de Sainte-Hélène-des-Millières, de Saint-Hippolyte-sur-Aix, de Saint-Sigismond (aujourd'hui rattaché à Aix), de Sothonod, de la Tour d’Arbignon, de la Tour de Chavornay, de la Tivolière, de la Tour-de-Lugrin, de Traize, du Villard, de Villaret (Meyrieux-Trouet), de Villeneuve et Truchères ;
- co-seigneurs de Buffavent, de Thorens.

## Offices
Des membres de la famille ont obtenu les charges suivantes :
- vidomnat près les évêques de Genève (XVe siècle)[15] ;
- deux maréchaux de Savoie[25].

Des membres ont été châtelains comtaux :
- Aiguebelle (1450-1451 ; 1458-1482 ; 1499-1523)[26] ;
- Bagé (1446-1457)[25] ;
- Bonne (1358-1376) ;
- Briançon et Salins dit de Tarentaise (1440-1445, 1454-1456[25], 1456-1482, 1485-1492) ;
- Cusy (1323-1329)[26] ;
- Chambéry (1476-1490)[26] ;
- Évian et Féternes (1345-1347, 1480-1490, 1499-1525)[26] ;
- Maurienne (1466-1491 ; 1496-1507)[26] ;
- Montluel (1422-1424)[27] ;
- Rumilly (1466-1477) ;

L'un d'entre eux a reçu la charge de la judicature pour les territoires de Tarentaise et de Maurienne (octobre 1484 — janvier 1491).

## Héraldique
| Maison de Seyssel | Les armes de la Maison de Seyssel se blasonnent ainsi : Gironné d'or et d'azur de huit pièces,. Devise des Seyssel est "Franc et Léal" (franc et loyal),. |

## Généalogie
Marc de Seyssel-Cressieu a comptabilisé, en 1900, 19 branches ayant appartenu ou appartenant à la famille de Seyssel,, dans son ouvrage La maison de Seyssel : ses origines, sa généalogie, son histoire d'après les documents originaux (1901), en deux tomes, à diffusion limitée. L'auteur les présente dans l'ordre suivant : la branche aînée, la « Maison de Seyssel dite des barons d'Aix », la seconde est « dite des comtes et marquis de La Chambre », la troisième branche est « celle des marquis d'Aix », issue des La Chambre, qui hérite des titres et biens de la branche aînée. Chaque branche présente une généalogie des différents membres, parfois accompagnée d'une courte notice sur les personnalités.
Les branches secondaires — traitées dans le second tome du comte de Seyssel-Cressieu — sont, selon cette classification, les « seigneurs de Sermoyer, barons et marquis de Meximieux » ; les « barons de Ruffey, comtes de Montfort » ; les « seigneurs d'Aiguebellette et de Châtillonet » ; les « comtes de Cevins » ; les « seigneurs de Sothonod » ; les « seigneurs de la Charniaz » ; les « seigneur de Bessinge » ; les « vicomtes de Choisel » ; les « seigneurs du Châtelard, comtes de Seyssel-La Balme » ; les « barons de La Serraz, marquis d'Aix et de Sommariva » ; les « seigneurs d'Artemare » ; les « seigneur de la Tour de Chavornay » ; les « seigneurs de Champagneux » ; les « seigneurs de Cressieu-Beauretour » ; les « seigneurs de la Bathie » ; la « branche dite des premiers seigneurs d'Aiguebelette ».
Au XXIe siècle, quatre semblent se maintenir en Italie, en Bavière-Autriche et en France.
La présentation suivante repose sur l'ouvrage de 1900 complétée, voire corrigée, par les publications plus récentes. Elle suit, par ailleurs, un ordre chronologique d'apparition.

### Seyssel, barons d'Aix (début duXIIIesiècle-1509)
La branche aînée des Seyssel est dite barons d'Aix. Sa filiation remonte au milieu du XIIIe siècle. La branche aînée des Seyssel disparait en 1509. Les droits passent à la branche des Seyssel La Chambre à la condition qu'ils portent désormais le nom de Seyssel,.

### Branche des Seyssel-Aiguebelette (fin duXIIIesiècle-fin duXIVesiècle)
Les Seyssel héritent du fief d'Aiguebelette du seigneur Aymar de Clermont. Le titre donne naissance à la branche dite d'Aiguebelette, que le comte Seyssel-Cressieu nomme comme les premiers seigneurs d'Aiguebelette,.
Le premier seigneur mentionné est Humbert de Seyssel, dit le Jeune. Il est le dernier fils du chevalier Humbert (II) de Seyssel, seigneur d'Aix et de Bourdeau, vicomte de Novalaise, de la branche aînée,.
La seigneurie passe ensuite à la branche des seigneurs d'Aix, puis aux seigneurs de Saint-Cassin et enfin aux seigneurs de Choisel.

### Branche des Seyssel La Bâtie (fin duXIIIesiècle-début duXIVesiècle)
La branche des Seyssel seigneurs de La Bâtie a pour origine, Hugues de Seyssel, fils cadet d'Humbert III de Seyssel, qui reçoit le château de la Bâtie, au XIIIe siècle (l'aîné ayant reçu Aix),.
Avant la fin du siècle suivant, La Bâtie revient à la branche aînée.

### Branche des Seyssel, seigneurs d'Aiguebelette et de Châtillonet (fin duXIVesiècle-début duXVIIIesiècle)
La branche des Seyssel dite des seigneurs d'Aiguebelette et de Châtillonet prend naissance avec Pierre de Seyssel, deuxième et dernier des fils du chevalier Aymard de Seyssel († 1385), baron banneret, seigneur d'Aix, et de sa seconde épouse d'Antoinette de Poitiers,,. Il hérite notamment de La Serraz et de Saint-Cassin,. Il épouse la fille du chevalier Pierre de Gerbais et d'Alix (ou Alise) de Seyssel, issue de la branche des premiers seigneurs d'Aiguebelette.

### Branche des Seyssel La Chambre (début duXVesiècle-1629)
La branche des Seyssel La Chambre apparaît avec Aymon de Seyssel, fils de Jean de Seyssel († 1465), maréchal de Savoie, fils cadet d'Antoine de Seyssel, et de Marguerite de La Chambre. Il est autorisé à prendre le nom et les armes des La Chambre, respectant ainsi le testament de 1454 de son oncle, Gaspard de La Chambre. Dans les archives, les membres de la famille porte exclusivement le seul nom de La Chambre, sans mention du nom de Seyssel, à l'exception des membres qui héritent des Seyssel d'Aix, à partir de 1537.
Aymon de Seyssel est fait comte de La Chambre en 1456,. Le titre devient marquis en 1564. En 1629, la branche des marquis d'Aix héritent du titre. La branche des Seyssel La Chambre disparait en 1660. L'ensemble des titres passe à la branche puînée des Seyssel, dite de La Serraz.

### Branche des seigneurs de Sermoyer et barons de Meximieux (XVesiècle-XVIesiècle)
Les Seyssel de Sermoyer sont issus de Charles de La Chambre (148x-1565) qui a reçu de son père, Louis, comte de La Chambre, la seigneurie de Sermoyer (Bresse). Ils sont considérés comme la quatrième branche de Seyssel, par Marc de Seyssel-Cressieu.
Charles de La Chambre s'implante en Bresse à la suite de son union avec la dernière héritière d'une branche des Mareschal de Montmélian, des seigneuries de Meximieux et de Montaney (Montanay) et du Crest. La seigneurie de Meximieux est érigée en baronnie, par le duc Charles III de Savoie, le 14 août 1514. Lorsque le chevalier de Mareschal meurt, vers 1530, les titres et possessions passent aux Seyssel. En s'implantant en Bresse, Charles de La Chambre vend ses possessions de Neyrieu, mais aussi de Sermoyer, tout en continuant à porter le nom pendant quelques années. Il porte également le titre de seigneur de Montréal, ainsi que les titres debaron de Poncin et de Cerdon, sur une courte période avant de les échanger avec le duc Emmanuel-Philibert de Savoie contre la ville de Pérouges en 1565,. Toutefois, le duc revient sur cet échange deux ans plus tard.
Ses enfants étant mort avant lui, le marquis Charles Henri de Seyssel institue pour hériter ses cousins germains Claude et Jean de Seyssel-La Chambre, barons de Ruffey, en 1580. Le marquisat de Meximieux passe à sa mère, Jeanne de Gorrevod, puis à la famille de Bauffremont.

### Branche des barons de Ruffey, comtes de Montfort (fin duXVesiècle- fin duXVIesiècle)
La branche des Seyssel, barons de Ruffey, comtes de Montfort est issue de Philibert de Seyssel, dit de La Chambre, second fils de Charles de Seyssel-La Chambre (148x-1565), auteur de la branche précédente des seigneurs de Sermoyer et barons de Meximieux.
À la mort du dernier baron de Ruffey, les biens sont partagés entre ses sœurs.

### Branche des seigneurs de Châtillon (fin duXVesiècle-1660)
Les Seyssel Châtillon héritent du château et de la seigneurie de Châtillon, installés sur la commune de Chindrieux, à la suite du mariage de Claude de Seyssel avec Françoise de Montluel. À la mort de Maurice de Seyssel, le château, fait retour, en 1687, par arbitrage, à la branche ainée, en la personne de Sigismond de Seyssel, marquis de La Serraz.

### Seyssel, marquis d'Aix (XVIesiècle-1660)
La branche des Seyssel, dits marquis d'Aix est issue des Seyssel-La Chambre. Charles de La Chambre, fils de Jean (I) de La Chambre, devient l'héritier universel de Françoise de Seyssel-La Chambre à la condition qu'il prenne le nom et les armes de la branche aîné, et qu'il garde les quatre baronnies d'Aix, de La Bâtie, de Châtillon et de Maillonnaz,. De fait, elle devient la nouvelle branche aînée de la famille.
Charles de Seyssel meurt assassiné, ab intestat, en 1570 et sans héritier légitime. Son frère cadet, François, huitième et dernier fils, hérite des droits puisque la plupart de ces frères aînés ont entamé une carrière ecclésiastique. En 1575, il obtient, avec le soutien du roi de France, pour lequel il est gentilhomme ordinaire de la Chambre, que la baronnie d'Aix soit érigée en marquisat par le duc Emmanuel-Philibert de Savoie,.
Le dernier marquis d'Aix meurt en 1660 sans descendant. Ses titres et droits sont partagés entre ses sœurs et leurs ayants droit  :
- François-Emmanuel de Fouchier, marquis de Lullin, héritier fidéicommissaire de Louis de Seyssel, obtient les baronnies de Montfalcon et la maison-forte et seigneurie de Longefans, ainsi que la maison de Chambéry ;
- Françoise-Paule de La Chambre-Seyssel, marquise de Lullin, obtient la baronnie de Montfort, le comté de Montréal, le fief du Noyer en Bauges et d'autres terres ;
- Jacques d'Allinges, marquis de Coudrée, veuf d'Henriette de La Chambre-Seyssel, obtient la moitié du marquisat d'Aix et la baronnie de La Bâtie-Seyssel ;
- Marguerite d'Apchey, fille d'Angélique de La Chambre-Seyssel, obtient l'autre moitié du marquisat d'Aix et la baronnie de Meillonnas.

### Branche des Seyssel-Choisel
Le centre de cette seigneurie se situait au château de Choisel, situé sur la commune de Saint-Paul. Les Seyssel-Choisel sont élevés au titre de vicomte de Choisel à la fin du XVe siècle. Les Seyssel-Sothonod sont un rameau de la branche des Seyssel-Choisel.[réf. nécessaire]
La branche s'éteint en 1782 avec Charles-François de Seyssel-Choisel. Ce dernier avait épousé Sébastienne-Pétronille de Seyssel du Châtelard, fille du comte de Seyssel-La Balme qui hérite de ses biens (voir ci-après).

### Branche des comtes de Cevins
Claude-Philibert de Seyssel, seigneur du Châtelard-en-Semine (Franclens) et de Cevins, marié à Diane de Châtillon.

### Branche des Seyssel-Sothonod
Joseph Ier de Seyssel, seigneur de Sothonod, devient en 1703 le chef de nom et d'armes de toutes les branches de la famille de Seyssel.
La branche s'est éteinte au début du XXIe siècle[réf. nécessaire].

### Branche des Seyssel de Bessinge
La branche des Seyssel de Bessinge, porte le titre de comte de Seyssel d'Aix, en Bavière. La famille est encore présente au début du XXe siècle.

### Branche des Seyssel-Châtelard - La Balme
Les membres de la branche des Seyssel-La Balme sont faits comte de La Balme en 1744, par Louis XV, en 1744, en faveur d'Antoine-Gilbert de Seyssel-La Balme.
Cette branche a pour origine l'union d'Élisabeth, fille du seigneur de Chevelu, avec Claude de Seyssel, fils de Pierre de Seyssel, seigneur d'Aiguebelette. Ils entrent en possession de la terre de La Balme par l'union, le 3 septembre 1695, de François-Hyacinthe de Seyssel, fils du seigneur du Châtelard et de Demoiselle Florence Fournier, fille de Jean-Louis Fournier, seigneur du Port et de La Balme. La branche s'éteint avec Sébastienne-Pétronille de Seyssel du Châtelard, fille et héritière d'Antoine-Gilbert de Seyssel-La Balme, ainsi que des biens des Seyssel-Choisel. Le comte Joseph de Cordon, son second époux, hérite des biens.
Le centre de la seigneurie était la maison forte du Châtelard[réf. nécessaire] (anciennement Chastelard) sis sur la commune de Yenne.

### Branche Seyssel de La Serraz, puis Seyssel Asinari
Jean de Seyssel est à l'origine de la branche des Seyssel de La Serraz, à la fin du XVe siècle. Le château est une possession de la famille depuis Humbert de Seyssel, seigneur d'Aix et de La Serraz, au milieu du XIIIe siècle.
Les Seyssel de La Serraz héritent, à la suite d'un procès, du marquisat d'Aix. Cette branche obtient au cours du siècle le marquisat de Sommariva del Bosco. En 1755, le marquis Joseph-Henri-Octave de Seyssel-Asinari vend le marquisat et le château à Jean-Baptiste Salteur, pour le prix de 100 000 livres, donnant naissance à la branche des Salteur de la Serraz. La branche de la famille part s'installer en Piémont. La branche du Piémont prend le nom de Seyssel Asinari.

### Branche des Seyssel d'Artemare
Pour Amédée de Foras, les Seyssel d'Artemare seraient issus de Louis de Seyssel, qui serait l'un des fils naturels de Claude de Seyssel, maréchal de Savoie. L'héraldiste Henri Jougla de Morenas (1903-1955), qui s'appuie sur les documents du Cabinet des titres, mentionne un Louis « cadet de la Maison de Seyssel ».

### Branche des Seyssel-Cressieu

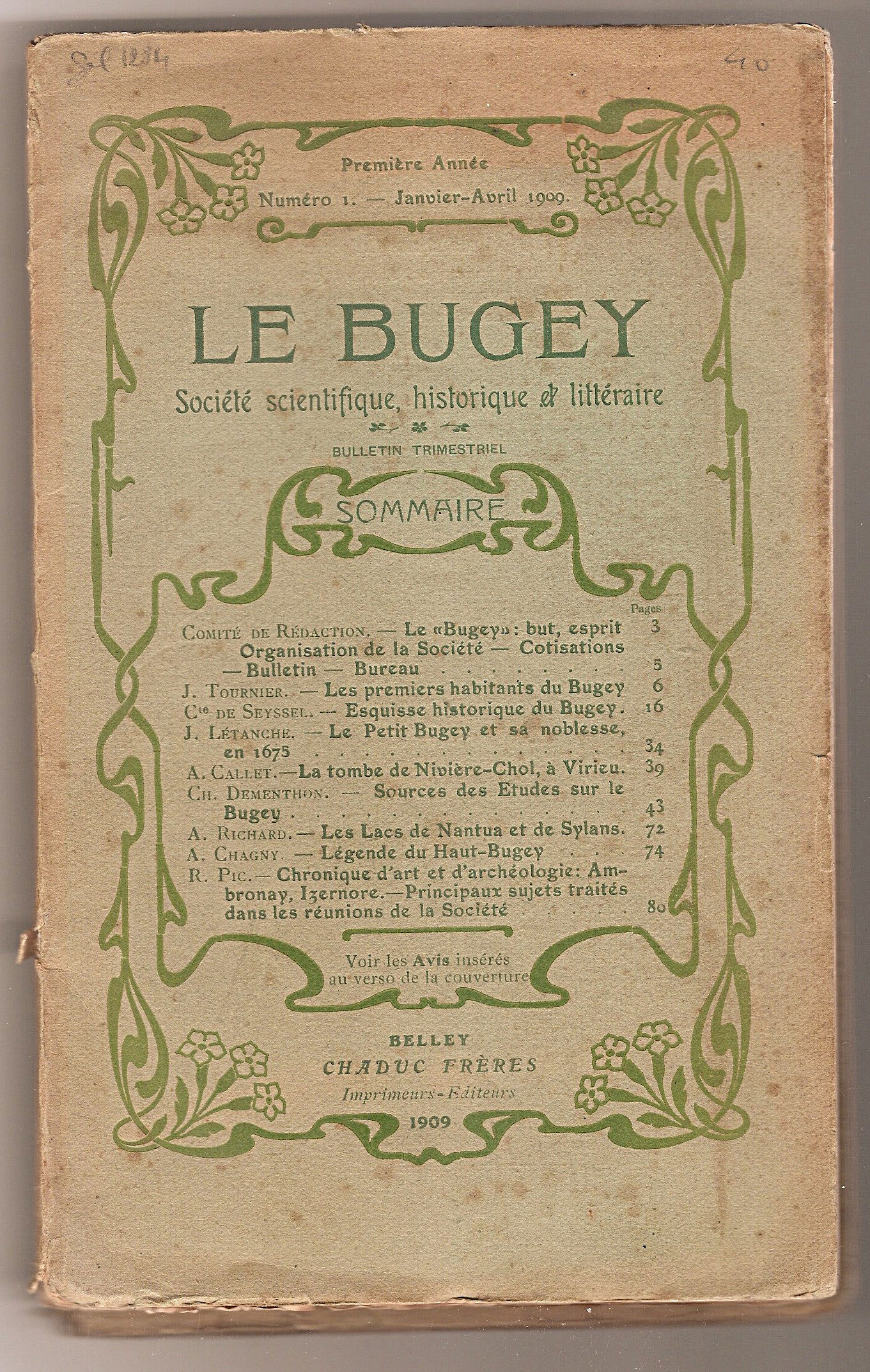
Couverture de la revue de la société "le Bugey", créée par le comte Marc de Seyssel-Cressieu.

Le 23 mai 1633, Christophe de Seyssel, seigneur du Munet, achète le château et le fief de Cressieu, Billieu, Marignieu, Poirin, Chatanod, Chazey (en Bugey, appartenant depuis à Chazey-Bons) à Jeanne de Moyra, veuve du seigneur de Montfalcon. Le titre de cette acquisition a brûlé en 1794. Cet achat se trouve à l'origine de la branche des Seyssel-Cressieu.
Le noble de Seyssel de Beauretour, seigneur de Cressieu en Bugey, fait enregistrer au greffe de l'élection de Bresse, en 1747, les titres de noblesse de sa famille. Celle-ci figure ainsi, depuis le 7 mai 1742, aux Assemblées de la noblesse du Bugey. Ces successeurs possèdent les terres, fiefs et seigneurie de Novalaise, du Villard, de Choisel, de Malet, de Meyrieux, de La Martinière, de Traize, de La Balme, du Châtelard, de Chambuet, du Clos, de Fistillieu et de la Dragonnière.
La branche de Seyssel Cressieu est admise à l'Association d'entraide de la noblesse française (ANF) en 1947.

## Possessions
Liste par ordre alphabétique et non exhaustive des possessions tenues en nom propre ou en fief de la famille de Seyssel :
- château de Bourdeau, à Bourdeau (XIIIe siècle-fin XVIe siècle)[52] ;
- château de La Serraz, au Bourget (milieu du XIIIe siècle-fin XVIIIe siècle)[48] ;
- maison forte de Choisel (XIIIe siècle-XVIIIe siècle), à Saint-Paul[53] ;
- maison forte de Saint-Hippolyte-sur-Aix (v. 1359- démantelé en 1491)[54]
- château de Saint-Innocent (inféodée en 1344 et 1356-1662), à Brison-Saint-Innocent[55] ;

- château de Saint-Claude, à Saint-Cassin (par mariage au XIVe siècle)[56] ;
- château de la Bâtie, à Barby (XIVe siècle-fin XVIIIe siècle)[57]. La seigneurie de la Bâtie comprend les paroisses de Barby et de Curienne[36] ;
- château d'Épierre, à Épierre (1454 ou 1465 - 1576)[58] ;
- château de Châtillon, à Chindrieux (par mariage 1477-1756)[59]. ;
- château du Buisson, à Meyrieux-Trouet (....-1500)[60] ;
- château d'Aix (XVIe siècle), devenu l'hôtel de ville d'Aix-les-Bains[7] ;
- château du Crest ou Crêt (vers 1530-?), à Arbin, ayant appartenu aux Mareschal de Montmélian (devenue Mareschal-Meximieux)[61]
- château du Châtelard (....), à Yenne[62] (?-?) ;
- maison forte du Clos de Chambuet, à Yenne[62] (1599-v. 1720) ;
- château de la Dragonière, à Yenne[62] (?-?) ;
- maison forte de Fistillieu, à Yenne (av. 1657-1730) ;
- château de Montfalcon, à La Biolle (par mariage en 1606-1700)[63] ;
- château de Longefan, à La Biolle (par mariage en 1606-1700)[64] ;
- château de Genoud, à Certines (par mariage en 1606 /1629 par règlement -1624)[65] ;
- château de La Martinière, à Traize (1626-1675)[66] ;
- maison noble de Malet, à Saint-Paul[67] ;
- maison forte de Beyrin, à Traize ;
- maison forte des Plantées, à Traize ;
- maison forte du Villaret, à Meyrieux-Trouet ;

## Personnalités

### Militaires et chevaliers
La famille de Seyssel a compté deux maréchaux de Savoie et plusieurs chevaliers de l'ordre du Collier, puis de l'Annonciade :
- Jean de Seyssel (branche des Seyssel La Chambre) († 1465), seigneur de Barjac(t) et de la Rochette, maréchal de Savoie (v. 1436 – 1457), lieutenant-général de Bresse[25], chevalier de l'ordre du Collier (vers 1440)[68].
- Claude de Seyssel († après 1480), seigneur d'Aix, maréchal de Savoie (v. 1480)[69], chevalier de l'ordre du Collier (1465)[70].
- Charles de La Chambre, baron de Sermoyé, chevalier de l'ordre du Collier (1527)[70].
- Jean, marquis de La Chambre, comte de L'Heuille, vicomte de Maurienne, chevalier de l'ordre du Collier (1527-1553)[71].
- Jean-Louis, marquis de La Chambre, vicomte de Maurienne, chevalier de l'ordre du Collier (1585)[72].
- Charles-Emmanuel de La Chambre-Seyssel, marquis d'Aix, chevalier de l'ordre du Collier (1602)[72].
- Pierre, marquis de La Chambre, vicomte de Maurienne, chevalier de l'ordre du Collier (1602)[72].
- Louis de La Chambre-Seyssel, marquis de La Chambre et d'Aix, vicomte de Maurienne, chevalier de l'ordre du Collier (1585)[73].
- Bertrand de Seyssel, baron de La Serraz, chevalier de l'ordre du Collier (1585)[73].
- Sigismond de Seyssel, marquis d'Aix, chevalier de l'ordre du Collier (1678)[74].
- Joseph d'Allinges-La Chambre Seyssel, marquis de Coudrée, chevalier de l'ordre du Collier (1713)[75].
- Victor-Amédée de Seyssel, marquis d'Aix, grand maître de l'artillerie de Savoie, gouverneur de Turin, chevalier de l'ordre du Collier (1737)[76].
- Victor-Amédée de Seyssel, marquis d'Aix, chevalier de l'ordre du Collier (1815)[77].

### Religieux
- Humbert de Seyssel, abbé de abbaye d'Hautecombe (1351 – 1353)[78].
- Jean de Seyssel, prieur clunisien de Romainmôtier (1381 – 1432).
- Claude de Seyssel (v. 1450-1520), juriste et historien, conseiller de Louis XII, évêque de Marseille (1509 – 1517), puis archevêque de Turin (1517 – 1520)[79].
- Charles de Seyssel († 1551), dit de La Chambre, abbé du monastère de Bonnevaux (1517-1531), évêque de Mondovi (1521-1531).
- Philippe de La Chambre (1490-1550), cardinal.
- Charles de Seyssel (? - 1513), évêque de Genêve (1509 – 1513)[80].
- Antoine de La Chambre (? - 1575) branche des de Seyssel, seigneurs de Sermoyer, évêque de Belley (1550-1575).

### Autres
- Jean de Seyssel, baron de la Serraz, Premier président de la Chambre des comptes de Savoie (1453)[81].
- Jean de Seyssel, gouverneur et recteur de l'Université de Turin (vers 1459), porte le titre de protonotaire apostolique, au palais épiscopal de Turin (à partir de 1473)[82].
- Thomas de Seyssel ou de Seyssel-Asinari (1770-1828), comte, 10e marquis d'Aix et de Sommariva, maître de cérémonie de l'impératrice, député au Corps législatif pour le département du Pô[83],[84].
- Henri Seyssel d'Aix (1775 † 1843), frère du précédent, syndic de Turin (1820, 1832).
- Edwin von Seyssel d'Aix (1824 † 1912), chambellan royal, possession du Palais Seyssel d’Aix, à Munich[85].
- Marc de Seyssel-Cressieu (1861 † 1922), historien du Bugey, membre fondateur de la Société Le Bugey (1908). Il est membre effectif de l'Académie des sciences, belles-lettres et arts de Savoie, en 1903[86]. Il est maire de Magnieu, dans l'Ain[3],[87]. Il est l'auteur de l'ouvrage La maison de Seyssel : ses origines, sa généalogie, son histoire d'après les documents originaux, cité en bibliographie[3].
- Henri de Seyssel-Cressieu (1900-1989), président de la Société Le Bugey (1936 – 1942), puis président honoraire. Maire de Magnieu, dans l'Ain (1930 – 1944)[87].